# Machhermo

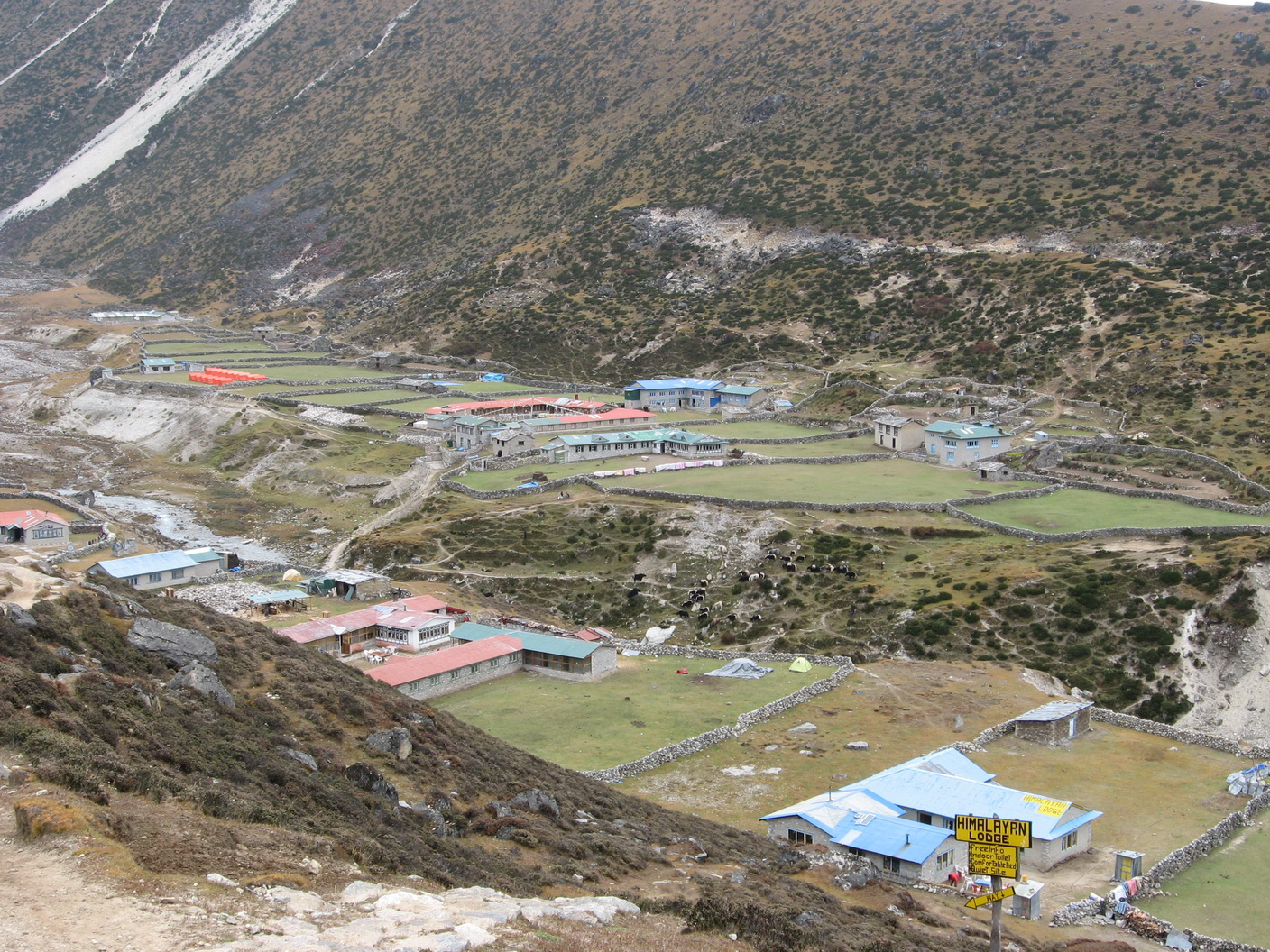
Aldeia de Machhermo

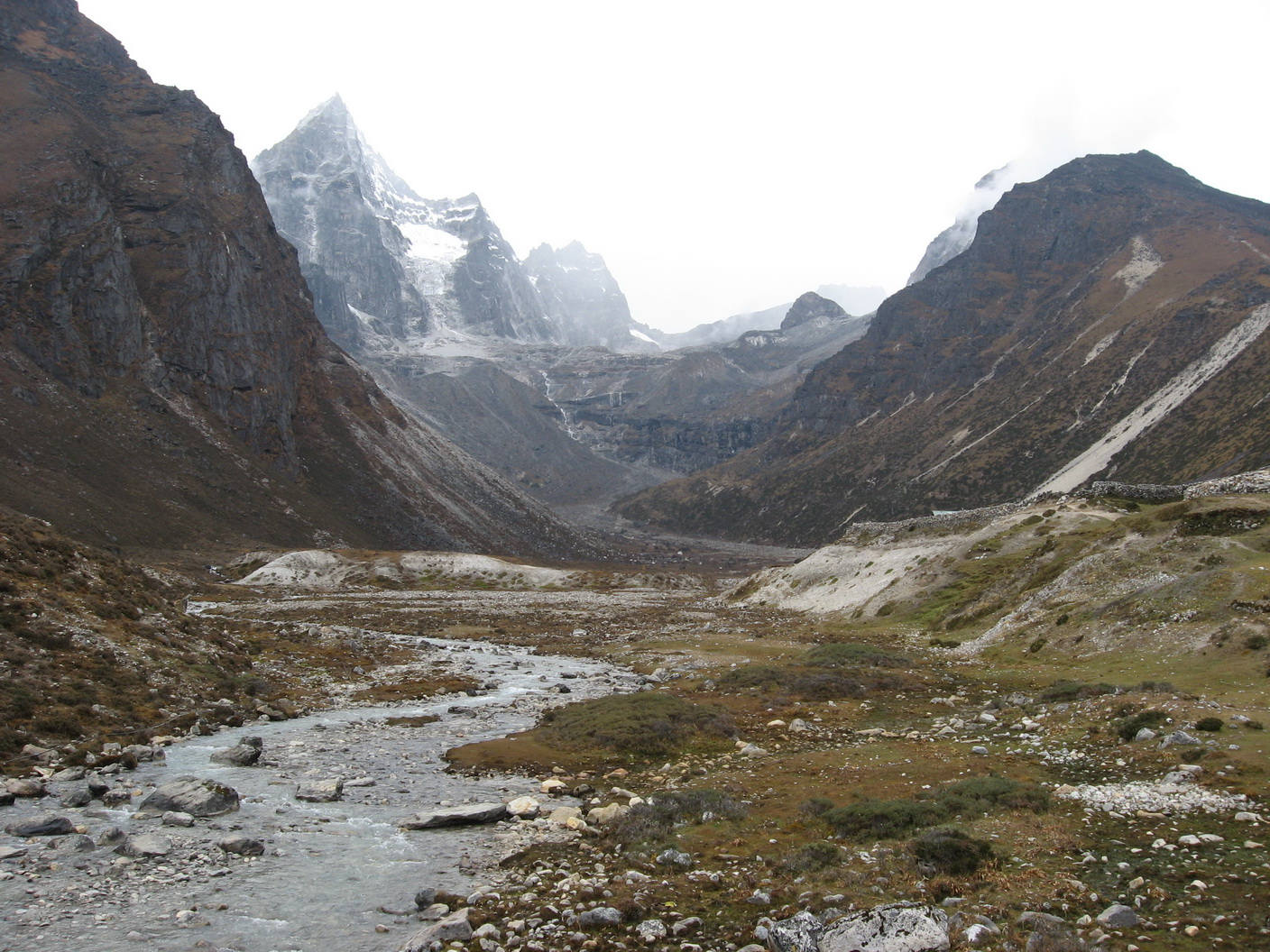
O rio e a geleira de Machhermo

Machhermo é uma pequena aldeia na região do Khumbu, Nepal. Encontra-se no vale do rio Duth Kosi ao norte de Dole e ao sul de  Gokyo a uma altitude de 4470m, logo abaixo da morena terminal da Geleira Ngozumpa, a maior geleira do Himalaia.
Machhermo é muitas vezes um ponto de parada para os trekkers em seu caminho para o Monte Everest , através da trilha que conduz a Gokyo Ri. Esta rota alternativa de montanhismo que começa perto da ponta sul do Glaciar Ngozumpa e ao sul do lago Taujun, conduz para o leste sobre o passo de Cho La, 5420 m, ou para que vai até os Lagos Gokyo, que, em 2007, foram  designados  um sítio integrante da Lista de Zonas Húmidas de Importância Internacional  (RAMSAR).
A função principal da aldeia é apoiar a indústria do turismo e, como tal, consiste em um número de pousadas.